# Bezgovka
Bezgovka este o arie protejată (arie specială de conservare — SAC, sit de importanță comunitară — SCI) din Slovenia întinsă pe o suprafață de 40,23 ha, integral pe uscat.

## Localizare
Centrul sitului Bezgovka este situat la coordonatele 45°34′05″N 15°14′46″E / 45.568°N 15.2461°E.

## Înființare
Situl Bezgovka a fost declarat sit de importanță comunitară în aprilie 2004 pentru a proteja un număr necunoscut de specii din flora spontană și fauna sălbatică aflate în arealul zonei. Situl a fost protejat și ca arie specială de conservare în februarie 2012.

## Biodiversitate
Situată în ecoregiunea continentală, aria protejată conține 1 habitat natural: Peșteri inaccesibile publicului.
La baza desemnării sitului se află un număr nedeclarat de specii protejate.